# Like Toy Soldiers
Pour les articles homonymes, voir Toy Soldier.
Singles de Eminem
"Encore"
(2004) "Mockingbird"
(2005)
Pistes de Encore
"Yellow Brick Road" "Mosh"
Like Toy Soldiers est une chanson du rappeur américain Eminem, 3e single tiré de son album Encore.
Dans ce titre, le rappeur de Détroit explique que les rappeurs sont comme des pions, des « soldats jouets » (Toy Soldiers) dirigés par les maisons de disques qui doivent aller en guerre contre d'autres rappeurs afin de vendre plus de CD, ce qui se finit souvent par la mort de plusieurs d'entre eux. Eminem veut mettre fin à la violence entre rappeurs et labels, entre autres pour éviter la mort d'un de ses proches : « Que quelqu'un se fasse tuer n'a jamais été mon but / Pourquoi voudrais-je détruire quelque chose que j’ai aidé à construire ? » (faisant référence à l'ascension de son label de rap).

## Clip vidéo

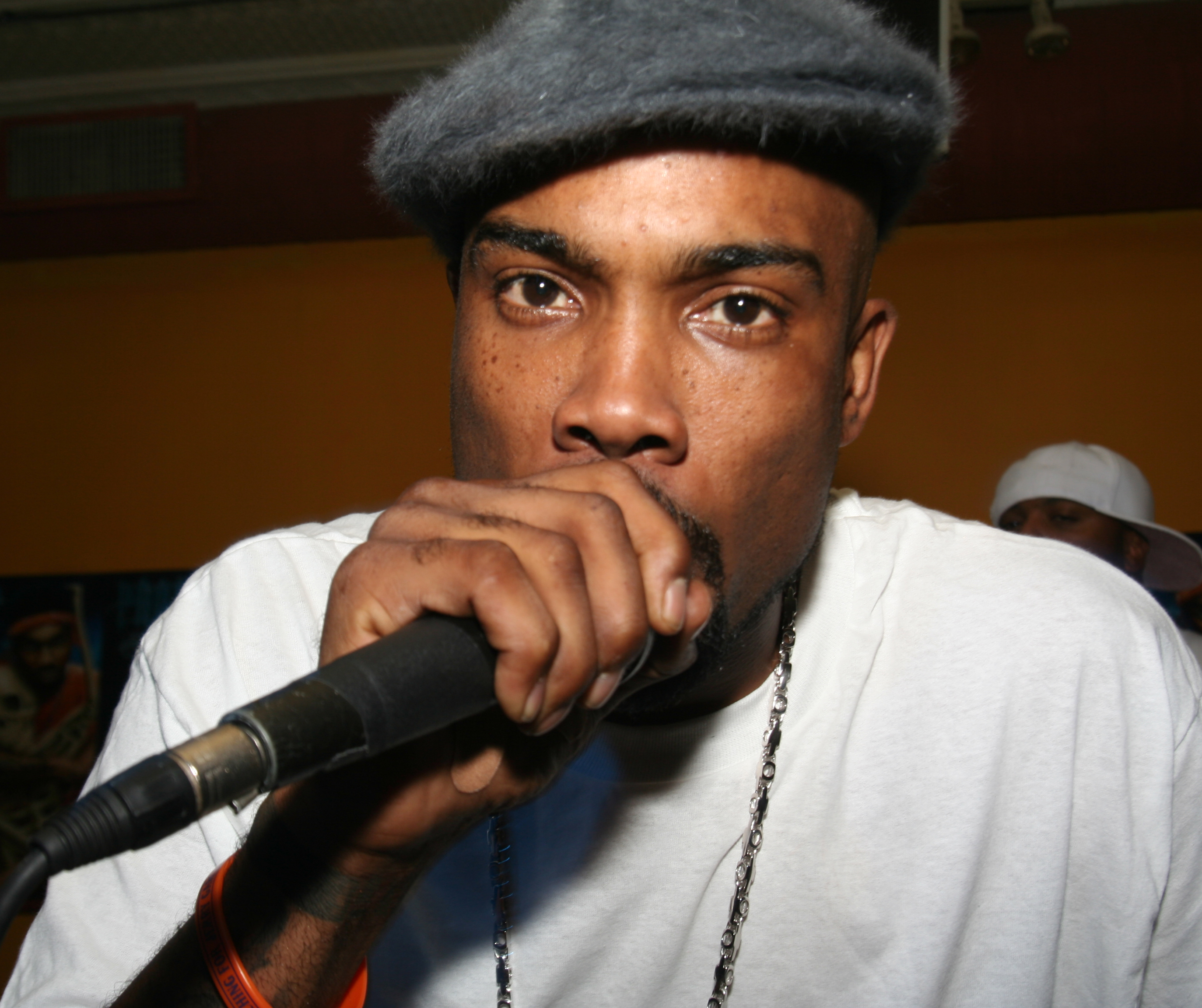
Le meilleur ami d'Eminem, Proof joue un rappeur victime des conflits de rue. Il mourra dans des conditions comparables un an plus tard.

Sorti le 3 décembre 2004, le clip vidéo de Like Toy Soldiers débute par l'image de deux jeunes garçons, qui lisent ensemble un livre qui s'appelle «Toy Soldiers» contenant les paroles de la chanson. On voit ensuite Eminem à l'hôpital autour de médecins essayant de soigner Proof. Ensuite, le rappeur chante dans différents endroits et on voit illustrer les différents conflits entre rappeurs dont parle Eminem dans le titre. Il y a par exemple des extraits de journaux télévisés, des rappeurs en studio ou des affrontements dans la rue. Proof est ensuite assassiné, on revoit des images de l'hôpital et Eminem à l'enterrement, fictif, de Proof. le clip vidéo tourné en septembre 2004.

### Un clip prémonitoire
Dans le clip, le rappeur Proof - meilleur ami d'Eminem - joue le rôle de la victime des conséquences de ces guerres dans le milieu Hip Hop et y apparait mourant, dans le service des urgences d'un hôpital. Clip visionnaire puisque la fiction deviendra réalité quelques mois plus tard, lorsque Proof sera tué par balles à la suite d'une fusillade dans un club de la 8 Mile road à Detroit (sans cependant que cette fusillade soit en lien avec Eminem et son entourage). C'est le deuxième membre du groupe D12 dont Eminem fait partie qui se fait tuer (le premier étant le rappeur Bugz). Par ailleurs, à la fin du clip, il y a des images d'autres rappeurs victimes de ces conflits : Tupac Shakur, Bugz, Big L et The Notorious B.I.G..

## Sample
Le titre utilise un sample du titre Toy Soldiers interprété par la chanteuse Martika en 1989. Le sample utilisé est le refrain,.

## Liste des titres
| Téléchargement | Téléchargement                        | Téléchargement | Téléchargement | Téléchargement | Téléchargement | Téléchargement | Téléchargement | Téléchargement | Téléchargement |
| No             | Titre                                 | Durée          |                |                |                |                |                |                |                |
| -------------- | ------------------------------------- | -------------- | -------------- | -------------- | -------------- | -------------- | -------------- | -------------- | -------------- |
| 1.             | Like Toy Soldiers                     | 4:56           |                |                |                |                |                |                |                |
| 2.             | Just Lose It (DJ Green Lantern Remix) | 3:30           |                |                |                |                |                |                |                |
| 8:26           |                                       |                |                |                |                |                |                |                |                |

| EP digital | EP digital                              | EP digital | EP digital | EP digital | EP digital | EP digital | EP digital | EP digital | EP digital |
| No         | Titre                                   | Durée      |            |            |            |            |            |            |            |
| ---------- | --------------------------------------- | ---------- | ---------- | ---------- | ---------- | ---------- | ---------- | ---------- | ---------- |
| 1.         | Like Toy Soldiers                       | 4:56       |            |            |            |            |            |            |            |
| 2.         | Rabbit Run (version de la B.O. d8 Mile) | 3:10       |            |            |            |            |            |            |            |
| 3.         | Like Toy Soldiers (instrumentale)       | 4:43       |            |            |            |            |            |            |            |
| 12:09      |                                         |            |            |            |            |            |            |            |            |

| Royaume-Uni - CD1 | Royaume-Uni - CD1                       | Royaume-Uni - CD1 | Royaume-Uni - CD1 | Royaume-Uni - CD1 | Royaume-Uni - CD1 | Royaume-Uni - CD1 | Royaume-Uni - CD1 | Royaume-Uni - CD1 | Royaume-Uni - CD1 |
| No                | Titre                                   | Durée             |                   |                   |                   |                   |                   |                   |                   |
| ----------------- | --------------------------------------- | ----------------- | ----------------- | ----------------- | ----------------- | ----------------- | ----------------- | ----------------- | ----------------- |
| 1.                | Like Toy Soldiers                       | 4:56              |                   |                   |                   |                   |                   |                   |                   |
| 2.                | Rabbit Run (version de la B.O. d8 Mile) | 3:10              |                   |                   |                   |                   |                   |                   |                   |
| 8:06              |                                         |                   |                   |                   |                   |                   |                   |                   |                   |

| Royaume-Uni - CD2 | Royaume-Uni - CD2                       | Royaume-Uni - CD2 | Royaume-Uni - CD2 | Royaume-Uni - CD2 | Royaume-Uni - CD2 | Royaume-Uni - CD2 | Royaume-Uni - CD2 | Royaume-Uni - CD2 | Royaume-Uni - CD2 |
| No                | Titre                                   | Durée             |                   |                   |                   |                   |                   |                   |                   |
| ----------------- | --------------------------------------- | ----------------- | ----------------- | ----------------- | ----------------- | ----------------- | ----------------- | ----------------- | ----------------- |
| 1.                | Like Toy Soldiers                       | 4:56              |                   |                   |                   |                   |                   |                   |                   |
| 2.                | Rabbit Run (version de la B.O. d8 Mile) | 3:10              |                   |                   |                   |                   |                   |                   |                   |
| 3.                | Like Toy Soldiers (Instrumental)        | 4:43              |                   |                   |                   |                   |                   |                   |                   |
| 4.                | Like Toy Soldiers (clip)                | 4:56              |                   |                   |                   |                   |                   |                   |                   |
| 17:05             |                                         |                   |                   |                   |                   |                   |                   |                   |                   |

| Royaume-Uni - DVD | Royaume-Uni - DVD                     | Royaume-Uni - DVD | Royaume-Uni - DVD | Royaume-Uni - DVD | Royaume-Uni - DVD | Royaume-Uni - DVD | Royaume-Uni - DVD | Royaume-Uni - DVD | Royaume-Uni - DVD |
| No                | Titre                                 | Durée             |                   |                   |                   |                   |                   |                   |                   |
| ----------------- | ------------------------------------- | ----------------- | ----------------- | ----------------- | ----------------- | ----------------- | ----------------- | ----------------- | ----------------- |
| 3.                | Like Toy Soldiers (clip)              | 4:56              |                   |                   |                   |                   |                   |                   |                   |
| 4.                | Like Toy Soldiers (making-of du clip) | 3:00              |                   |                   |                   |                   |                   |                   |                   |
| 7:56              |                                       |                   |                   |                   |                   |                   |                   |                   |                   |

| Allemagne - CD Single | Allemagne - CD Single                 | Allemagne - CD Single | Allemagne - CD Single | Allemagne - CD Single | Allemagne - CD Single | Allemagne - CD Single | Allemagne - CD Single | Allemagne - CD Single | Allemagne - CD Single |
| No                    | Titre                                 | Durée                 |                       |                       |                       |                       |                       |                       |                       |
| --------------------- | ------------------------------------- | --------------------- | --------------------- | --------------------- | --------------------- | --------------------- | --------------------- | --------------------- | --------------------- |
| 1.                    | Like Toy Soldiers                     | 4:56                  |                       |                       |                       |                       |                       |                       |                       |
| 2.                    | Just Lose It (DJ Green Lantern Remix) | 3:10                  |                       |                       |                       |                       |                       |                       |                       |
| 3.                    | Like Toy Soldiers (instrumentale)     | 4:43                  |                       |                       |                       |                       |                       |                       |                       |
| 4.                    | Like Toy Soldiers (clip)              | 4:56                  |                       |                       |                       |                       |                       |                       |                       |
| 17:25                 |                                       |                       |                       |                       |                       |                       |                       |                       |                       |

| Royaume-Uni - CD2 | Royaume-Uni - CD2                     | Royaume-Uni - CD2 | Royaume-Uni - CD2 | Royaume-Uni - CD2 | Royaume-Uni - CD2 | Royaume-Uni - CD2 | Royaume-Uni - CD2 | Royaume-Uni - CD2 | Royaume-Uni - CD2 |
| No                | Titre                                 | Durée             |                   |                   |                   |                   |                   |                   |                   |
| ----------------- | ------------------------------------- | ----------------- | ----------------- | ----------------- | ----------------- | ----------------- | ----------------- | ----------------- | ----------------- |
| 1.                | Like Toy Soldiers                     | 4:56              |                   |                   |                   |                   |                   |                   |                   |
| 2.                | Just Lose It (DJ Green Lantern Remix) | 3:30              |                   |                   |                   |                   |                   |                   |                   |
| 8:26              |                                       |                   |                   |                   |                   |                   |                   |                   |                   |

## Classements
| Pays - classement (2004–05)                                        | Meilleure position |
| ------------------------------------------------------------------ | ------------------ |
| Australie (ARIA)                                                   | 4                  |
| Autriche (Ö3 Austria Top 40)                                       | 8                  |
| Belgique - Ultratop 50 (Flandre)                                   | 11                 |
| Belgique - Ultratop 40 (Région wallonne / Bruxelles-Capitale)      | 18                 |
| Danemark (Tracklisten)                                             | 2                  |
| Écosse (The Official Charts Company)                               | 1                  |
| European Hot 100 Singles (Billboard)                               | 1                  |
| Finlande (Suomen virallinen lista)                                 | 15                 |
| France (SNEP)                                                      | 34                 |
| Allemagne (Media Control Charts)                                   | 8                  |
| Hongrie (Mahasz)                                                   | 6                  |
| Irlande (IRMA)                                                     | 3                  |
| Italie (FIMI)                                                      | 8                  |
| Pays-Bas (Nederlandse Top 40)                                      | 7                  |
| Nouvelle-Zélande (RIANZ)                                           | 2                  |
| Norvège (VG-lista)                                                 | 4                  |
| Suède (Sverigetopplistan)                                          | 14                 |
| Suisse (Schweizer Hitparade)                                       | 3                  |
| Royaume-Uni UK Singles Chart (The Official Charts Company)         | 1                  |
| Royaume-Uni UK Hip Hop and R&B Chart (The Official Charts Company) | 1                  |
| États-Unis - Billboard Hot 100                                     | 34                 |
| États-Unis - Pop Songs (Billboard)                                 | 24                 |
| États-Unis - Hot R&B/Hip-Hop Songs (Billboard)                     | 64                 |
| États-Unis - Pop 100 (Billboard)                                   | 24                 |